# 圣热尔米耶 (塔恩省)
圣热尔米耶（法語：Saint-Germier，法語發音：[sɛ̃ ʒɛʁmje]）是法国奥克西塔尼大区塔恩省的一个市镇，属于卡斯特尔区。

## 地理
圣热尔米耶（43°40'41"N, 2°13'47"E）面积4.16 平方千米，位于法国奧克西塔尼大區塔恩省，该省份为法国南部内陆省份，北起顺时针与阿韦龙省、埃罗省、奥德省、上加龙省和塔恩-加龙省接壤。
与圣热尔米耶接壤的市镇（或旧市镇、城区）包括：卡斯特爾、拉布尔贝讷、蒙法、蒙皮尼耶、罗克库尔布、圣让德瓦勒。

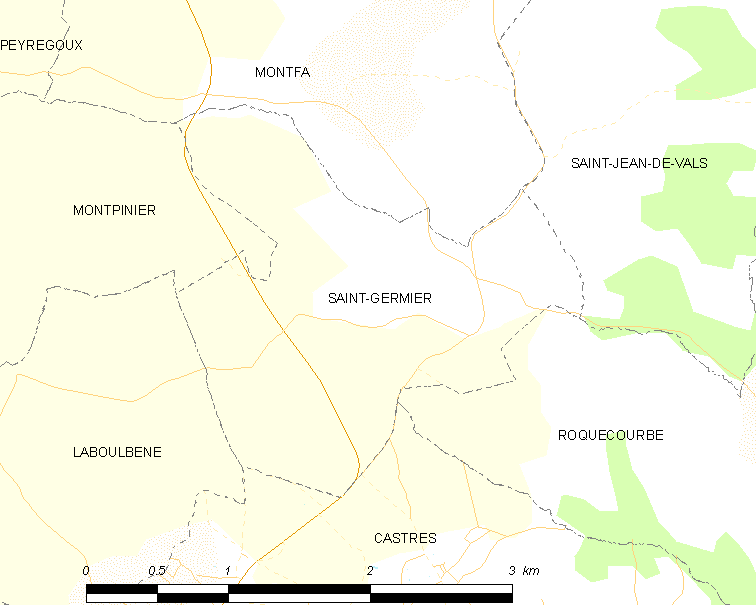
的OSM定位图

圣热尔米耶的时区为UTC+01:00、UTC+02:00（夏令时）。

## 行政
圣热尔米耶的邮政编码为81210，INSEE市镇编码为81252。

## 政治
圣热尔米耶所属的省级选区为卡斯特尔第二县。

## 人口

1962-2008年间人口变化图示

圣热尔米耶于2022年1月1日时的人口数量为156人。